# Mydoom
MyDoom (також відомий як Novarg, my.doom, W32.MyDoom@mm, Mimail.R) є поштовим черв'яком, створеним для операційних систем Microsoft Windows і Windows NT. Його поширення почалося 26 січня 2004 року.
Розповсюджується електронною поштою та мережею обміну файлами Kazaa. Вірус має розмір приблизно 28 Кб і містить один рядок у текстовому файлі: andy; sync-1.01; я просто роблю свою роботу, нічого особистого, вибачте», який перекладено англійською; sync-1.01; я просто роблю свою роботу, нічого особистого, вибачте"
Коли комп’ютер A заражений версією MyDoom, він створює бекдор shimgapi.dll у системному каталозі system32, який відкриває порт TCP у діапазоні від 3127 до 3197, а також інший файл taskmon.exe. З 1 по 12 лютого Mydoom. A провів DoS-атаку на сайт SCO Group і Mydoom. Б - веб-сайт Microsoft.
SCO Group заявила, що підозрює прихильників операційної системи GNU/Linux у створенні вірусу MyDoom. Заява SCO Group стверджувала, що в коді MyDoom використовувалися елементи, що належать компанії SCO, і оголосила нагороду в розмірі 250 тисяч доларів за будь-яку інформацію, що допоможе затримати або ідентифікувати творців вірусу MyDoom. Ці заяви розпалювали дискусії і спори щодо походження та мотивацій за випуском вірусу.
Згідно з компанією mi2g, збитки від діяльності вірусу MyDoom оцінюються на 39 мільярдів доларів, що на той час становило рекордну суму за всю історію шкідливого програмного забезпечення. Важливо зауважити, що ці оцінки можуть бути приблизними і можуть варіюватися залежно від різних джерел та методів оцінки збитків.
Початковий аналіз вірусу MyDoom виявив, що він має схожості з вірусом Mimail (також відомим як Mimail.R), що призвело до припущення, що обидва віруси могли бути створені однією і тією ж групою людей. Однак, пізніші аналізи менш переконливо підтверджували зв'язок між цими двома вірусами. Дослідження шкідливого програмного забезпечення і виявлення відповідальних осіб можуть бути складними завданнями, і вони часто потребують додаткових доказів та досліджень.
MyDoom був названий на честь Крейга Шмугара, співробітника компанії McAfee з комп’ютерної безпеки та одного з перших першовідкривачів хробака. Шмугар вибрав назву після того, як помітив текст mydom у рядку коду програми. «З самого початку було зрозуміло, що це буде величезний успіх», - зазначив він, додавши: «Я думаю, що слово «дум» у назві є доречним».

## Хронологія подій
26 січня 2004: року вірус MyDoom був виявлений вперше. Перші повідомлення, пов'язані з його поширенням, надходили з Росії. Протягом кількох годин поширення черв'яка призвело до зниження продуктивності Інтернету на приблизно 10%. Компанії, що займаються комп'ютерною безпекою, повідомляли, що близько 10% усіх електронних листів містять цей вірус.
27 січня 2004: року компанія SCO Group пропонувала нагороду у розмірі 250 тис. доларів США за виявлення та впіймання автора вірусу (черв'яка). Це була реакція на шкоду, завдану через поширення вірусу MyDoom, який спричиняв проблеми та складнощі в їхніх системах.
28 січня 2004: року з'явилася нова версія вірусу MyDoom.B. У цій новій версії вірусу додалися функції блокування доступу до багатьох сайтів новин, комп'ютерної безпеки, а також сайту Microsoft. Також стало відомо, що DoS-атака на сайт Microsoft розпочнеться 3 лютого 2004 року. Компанії, що займаються комп'ютерною безпекою, повідомляють, що кожен п'ятий електронний лист може містити вірус MyDoom.
29 січня 2004: року поширення вірусу MyDoom почало знижуватися. Крім того, компанія Microsoft пропонувала нагороду у розмірі 250 тис. доларів США за виявлення та впіймання автора цього черв'яка.
1 лютого 2004: року вірус MyDoom розпочав DoS-атаку на веб-сайт компанії SCO. У цій атаці брали участь приблизно 1 мільйон комп'ютерів, що зробило її значною за своєю масштабністю.
3 лютого 2004: року вірус MyDoom розпочав DoS-атаку на веб-сайт компанії Microsoft. Незважаючи на цю атаку, сайт microsoft.com продовжував працювати і не відчував серйозних наслідків протягом усього періоду атаки.
10 лютого 2004: року з'явилася нова версія вірусу DoomJuice, яка використовувала бекдор, залишений у файлі shimgapi.dll, для своєї подальшої поширення.
12 лютого 2004: року поширення вірусу MyDoom.A було припинено, проте бекдор, який використовував файл shimgapi.dll, залишився відкритим.
1 березня 2004: року поширення вірусу MyDoom.B було припинено, проте бекдор, який, як і в MyDoom.A, залишився відкритим.
26 липня 2004: MyDoom атакує сайти Google, AltaVista та Lycos .
23 вересня 2004: З'являються нові версії віруса черв'яка U, V, W і X.
18 лютого 2005: З'явилася нова версія AO.
Липень 2009 р.: MyDoom атакує Південну Корею та США.